# Ружанувка
Ружанувка (пол. Różanówka) — село в Польщі, у гміні Седлисько Новосольського повіту Любуського воєводства.
Населення — 178 осіб (2011).
У 1975-1998 роках село належало до Зеленогурського воєводства.

## Демографія
Демографічна структура станом на 31 березня 2011 року:
|          | Загалом | Допрацездатний вік | Працездатний вік | Постпрацездатний вік |
| -------- | ------- | ------------------ | ---------------- | -------------------- |
| Чоловіки | 80      | 15                 | 56               | 9                    |
| Жінки    | 98      | 25                 | 53               | 20                   |
| Разом    | 178     | 40                 | 109              | 29                   |